# Aureliano Milani
Aureliano Milani (Bolonha, 1675 - Bolonha, 1749) foi um pintor bolonhês do Barroco.